# Винга (остров)
Винга (швед. Vinga) — небольшой остров в Швеции, находится в 19 км от входа в гавань Гётеборга. Маяк Винга, построенный в XIX веке, известен не только как маяк на водном пути западного побережья Швеции, но и как место, где вырос шведский поэт-лауреат Эверт Тоб. В настоящее время Винга является туристической достопримечательностью, откуда отправляются лодки в гавань Гётеборга и обратно.

## География
Винга — самый западный остров архипелага Гётеборг. Всего в нескольких метрах к югу находится остров Кохольмен, к северо-западу — небольшой архипелаг Винга-унгар.

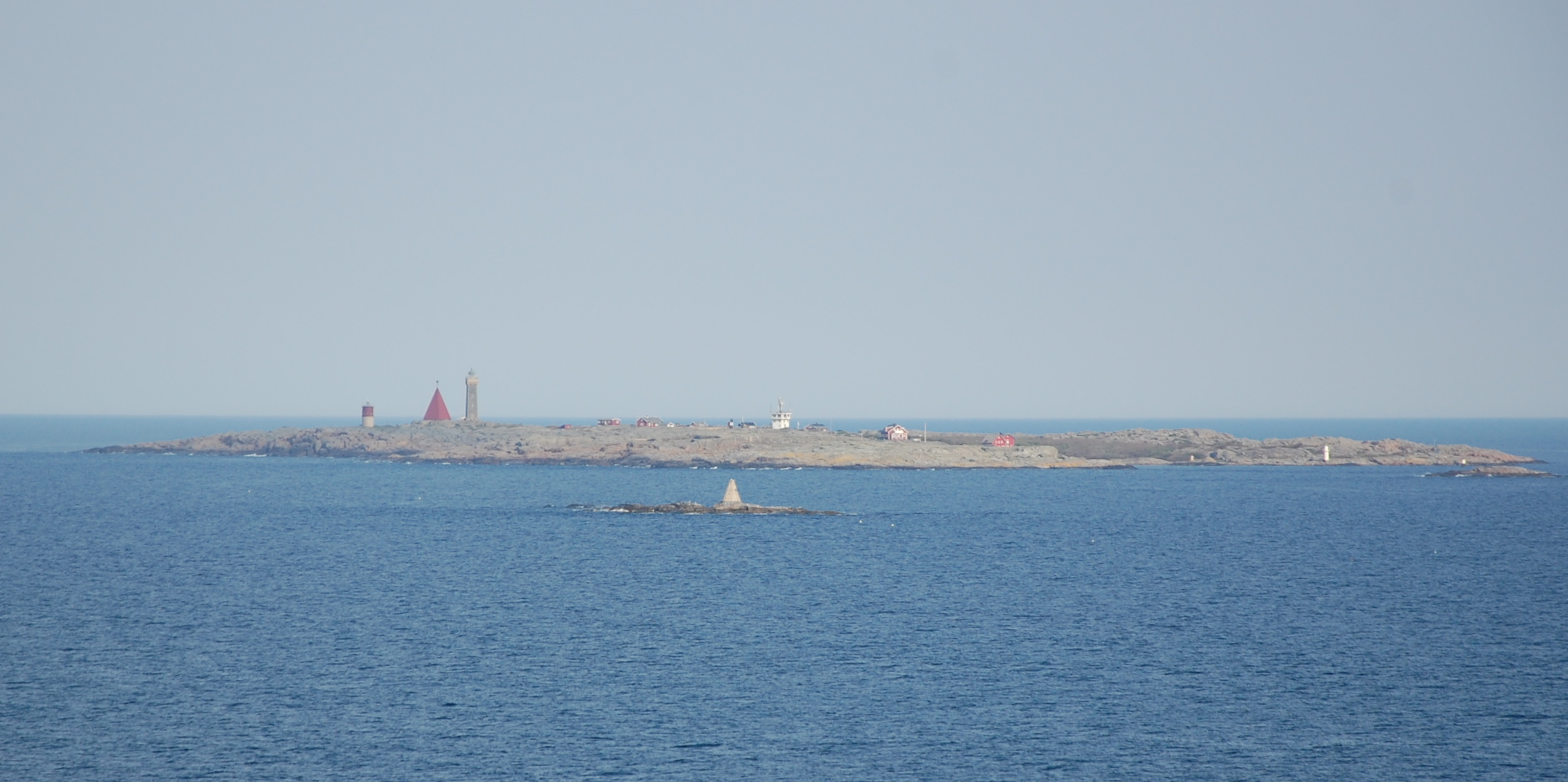
Остров в мае 2013 года.

## Этимология
Название острова не имеет однозначного происхождения. Были предложены более или менее необычные объяснения, но наиболее вероятным является происхождение «Винга» от глагола «hvinge» («хвинге») в древнедатском языке. Это слово означает «вертеть, заворачивать, шуметь».

## Геология
Коренная порода Винги в основном состоит из порфирита, вулканической породы с меньшим содержанием двуокиси кремния SiO2, чем порфир. Порода имеет мелкозернистую структуру, тёмную с более светлыми зёрнами полевого шпата и других минералов. Минералогический состав порфиров Винги классифицирует их как монцограниты или кварцевые диориты. Северная часть острова содержит ортопироксен. Порфир Винги образовался около 950 миллионов лет назад, когда он проник в окружающие более старые гнейсовые породы.